# Glossogobius giuris
Glossogobius giuris е вид лъчеперка от семейство Попчеви (Gobiidae).

## Разпространение
Видът е разпространен в Австралия, Бангладеш, Бруней, Виетнам, Индия, Индонезия, Камбоджа, Кения, Лаос, Мадагаскар, Малави, Малайзия, Мианмар, Микронезия, Мозамбик, Непал, Нова Каледония, Палау, Папуа Нова Гвинея, Провинции в КНР, Реюнион, Сейшели, Сингапур, Тайван, Тайланд, Танзания, Филипини, Шри Ланка и Южна Африка.